# Kupeornis rufocinctus
Kupeornis rufocinctus е вид птица от семейство Leiothrichidae. Видът е почти застрашен от изчезване.

## Разпространение
Видът е разпространен в Бурунди, Демократична република Конго, Руанда и Уганда.